# Kanton Harnes
Der Kanton Harnes ist seit 1973 ein französischer Wahlkreis im Arrondissement Lens, im Département Pas-de-Calais und in der Region Hauts-de-France. Sein Hauptort ist Harnes.

## Gemeinden
Der Kanton besteht aus sechs Gemeinden mit insgesamt 42.690 Einwohnern (Stand: 1. Januar 2022) auf einer Gesamtfläche von 31,72 km²:
| Gemeinde            | Einwohner 1. Januar 2022 | Fläche km² | Dichte Einw./km² | Code INSEE | Postleitzahl |
| ------------------- | ------------------------ | ---------- | ---------------- | ---------- | ------------ |
| Billy-Montigny      | 8.027                    | 2,71       | 2.962            | 62133      | 62420        |
| Bois-Bernard        | 833                      | 3,97       | 210              | 62148      | 62320        |
| Fouquières-lès-Lens | 6.134                    | 4,14       | 1.482            | 62351      | 62740        |
| Harnes              | 12.264                   | 10,76      | 1.140            | 62413      | 62440        |
| Noyelles-sous-Lens  | 6.757                    | 3,72       | 1.816            | 62628      | 62221        |
| Rouvroy             | 8.675                    | 6,42       | 1.351            | 62724      | 62320        |
| Kanton Harnes       | 42.690                   | 31,72      | 1.346            | 6226       | –            |

Bis zur Neuordnung bestand der Kanton Harnes aus den 3 Gemeinden Estevelles, Harnes und Pont-à-Vendin. Sein Zuschnitt entsprach einer Fläche von 15,31 km2.